# کلیسای جامع لئون
کلیسای جامع لئون León Cathedral، از آثار معماری گوتیک آغازین است که در سال ۱۱۶۰ (میلادی) در لئون (اسپانیا) ساخته شد. هر چند این کلیسا بسیاری از ویژگی‌های معماری رمانسک را دار است ولی وجود المان‌های معماری گوتیک مانند طاق جناغی و قوس تیزه دار موجب شده جز سبک هنر گوتیک بشمار بیاید.
پلان امروزی آن تقریباً دراز و باریک است و حال و هوایی انگلیسی دارد. سقف شیب دار چوبی بالای بالکانه، قوس بندی صحن، ردیف پنجره‌های زیر گنبد از ویژگی‌های گوتیک اولیه‌است که در این بنا دیده می‌شود.
در کلیسای جامع لئون دو برج در دو طرف هر یک از بازویی‌ها یک برج گلدسته و دو برج غربی وجود دارد که تعدادشان روی هم رفته به ۷ برج یعنی به عدد کامل عرفانی می‌رسد. این عدد کامل برج‌ها از ویژگی‌های گوتیک آغازین بوده‌است.